# فرد غراي (محامي)
فرد غراي (بالإنجليزية: Fred Gray)‏ هو محامي ومحامي أمريكي، ولد في 14 ديسمبر 1930 في مونتغومري في الولايات المتحدة.